# 제14회 대종상
제14회 대종상의 시상식에 관한 내용이다.

## 수상 및 후보

### 최우수작품상
- 불꽃 - 남아진흥 수상

### 감독상
- 삼포가는 길 - 이만희 수상

### 시나리오상
- 마지막 포옹 - 유동훈 수상

### 남우주연상
- 불꽃 - 하명중 수상

### 여우주연상
- 육체의 약속 - 김지미 수상

### 남우조연상
- 삼포가는 길 - 김진규 수상

### 여우조연상
- 육체의 약속 - 박정자 수상

### 촬영상
- 삼포가는 길 - 김덕진 수상

### 편집상
- 삼포가는 길 - 장현수 수상

### 조명상
- 불꽃 - 손영철 수상

### 음악상
- 삼포가는 길 - 최창권 수상

### 미술상
- 불꽃 - 김유준 수상

### 녹음상
- 육체의 약속 - 이재웅 수상

### 신인상
- 삼포가는 길 - 문숙 수상

### 우수반공영화상영상
- 탈출 - 태창흥업 수상

### 우수작품상
- 삼포가는 길 - 연방영화 수상

### 우수문화영화상
- 유프로덕션 수상

### 특별상
- 허장강, 김영광, 이영호, 임예진 수상